# Bathythrix eurypyga
Bathythrix eurypyga är en stekelart som beskrevs av Henry Keith Townes, Jr. 1983. Bathythrix eurypyga ingår i släktet Bathythrix och familjen brokparasitsteklar. Inga underarter finns listade.